# Ан Дудек
Ан Луис Дудек (на английски: Anne Louise Dudek; родена на 22 март 1975 г.) е американска актриса. Известна е с ролята си на д-р Амбър Волакис в „Д-р Хаус“. От 2010 г. играе в сериала „Тайнствени афери“.

## Личен живот
Дудек е омъжена за художника Матю Хелър. Двамата имат син на име Акива, роден на 14 декември 2008 г. и дъщеря на име Саския, родена през февруари 2012 г.